# 川西市立加茂小学校
川西市立加茂小学校（かわにししりつかもしょうがっこう）は、兵庫県川西市にある公立小学校である。

## 概要
1966年4月1日、川西市で6番目の小学校として創立する。 1997年4月1日 、川西市立加茂西小学校と統合する。校舎は、統合した旧・川西市立加茂西小学校のものを使用している。

## 沿革
- 1966年4月1日 - 川西市で6番目の小学校として創立。
- 1975年4月1日 - 川西市立加茂西小学校を分離開校。
- 1997年4月1日 - 川西市立加茂西小学校と統合および、川西市立川西小学校の校区の一部を当校区とする変更を実施。

## 所在地
- 兵庫県川西市加茂3丁目14番1号

## 通学区域
- 川西市[1]
  - 南花屋敷1丁目 - 4丁目、加茂1丁目 - 6丁目

## 進学先中学校
- 公立学校は、川西市立川西南中学校[1]

## 周辺施設
- 中国自動車道 - 南に約200ｍのところを通過している。

## 出身人物
- 屋鋪要  - 元プロ野球選手（読売ジャイアンツ選手）、野球解説者、鉄道写真家。1972年卒業。
- 古田敦也[2] - 元プロ野球選手（東京ヤクルトスワローズ選手兼監督）、野球解説者。1978年卒業。
- 藤原功次郎 - トロンボーン奏者。1997年卒業。